# Lars Larsson (Leichtathlet)

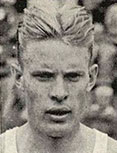
Lars Larsson

Lars Axel Larsson (* 17. Juni 1911 in Lidingö; † 29. Januar 1993 ebenda) war ein schwedischer Leichtathlet. 
Bei den Olympischen Spielen 1936 in Berlin wurde Larsson in 9:16,6 Minuten Sechster im 3000-Meter-Hindernislauf. Er hatte sieben Sekunden Rückstand auf den Drittplatzierten Alfred Dompert. Zwei Jahre später bei den Europameisterschaften in Paris gewann er in 9:16,2 Minuten mit drei Sekunden Vorsprung auf Ludwig Kaindl.
Von 1936 bis 1940 wurde er fünfmal in Folge schwedischer Meister im Hindernislauf. Er verbesserte dreimal den schwedischen Rekord, zuletzt auf 9:07,0 Minuten. 1938 und 1940 war er jeweils Zweiter der Weltjahresbestenliste.
Lars Larsson war als aktiver Sportler 1,80 m groß und wog 70 kg.

## Bestzeiten
- 3000 Meter Hindernis: 9:07,0 Minuten (1940)
- 5000 Meter: 14:58,0 Minuten (1936)